# كرافاليانا
كرافاليانا هي بلدية في مقاطعة فرشيلي التابعة لإقليم بييمونتي الإيطالي، تقع على بعد حوالي 100 كيلومتر (62 ميل) إلى الشمال الشرقي من مدينة تورينو وحوالي 60 كيلومتر (37 ميل) إلى الشمال الغربي من فرشيلي. في 31 كانون الأول / ديسمبر 2004 كان عدد سكانها 273 نسمة، وتبلغ مساحتها 34.5 كيلومتر مربع (13.3 ميل2).
تقع كرافاليانا على حدود البلديات التالية: بالموشيا، سيرفاتو، فوبيلو، ريملا، روسا، سابيا، فالسترونا، فارالو سيشيا، فوشا.